# Proclitus septentrionalis
Proclitus septentrionalis là một loài tò vò trong họ Ichneumonidae.